# Gabriel Sivak
Gabriel Sivak ,est un compositeur et pianiste franco-argentin né en 1979 et résidant à Paris.

## Biographie
Gabriel Sivak suit des études de composition et musicologie à la Sorbonne et au Pôle supérieur Paris-Boulogne, où il obtient en 2014, le Diplôme Nationale Supérieur de musicien Professionnel, avec les félicitations à l’unanimité du jury dans la classe d’Édith Canat de Chizy.
Il étudie également avec Éric Tanguy et Philippe Leroux, ainsi que la direction d'orchestre avec Adrien Mcdonnel.
Ses partitions ont été interprétées par des solistes et des ensembles tels que les Solistes de l’Orchestre National de France, le Chœur de la Maîtrise de Radio France, l’Orchestre de la musique de l’air, Le Jeune chœur de Paris, Quatuor Voce, Ensemble Ars Nova, Ensemble Court-Circuit, Ensemble 2e2m, Ensemble Tm+, Ensemble Cairn, Ensemble Itinéraire, Petites mains Symphoniques, Patrick Gallois, Jean-François Heisser, Néstor Marconi, Pascal Contet et Lucienne Renaudin Vary, dans des importantes salles et festivals, tels que la Salle Gaveau, Festival Pulsar (Copenhague), Palais de Congrès de Paris, Auditorium du musée d’Orsay, Festival Nuits Romanes, Scène nationale de Poitiers, Maison de la musique de Nanterre, Festival de Musique Contemporaine de La Havane, Festival Tenso Days (Belgique), Maison des compositeurs de Saint-Pétersbourg, Festival Scènes du Jura, Festival Música en Iguazu (Argentine).
En 2006, il fonde l’ensemble Contramarca, qui se consacre à l’interprétation de sa musique. Ils se produisent en Argentine, en France, en Suisse et en Andorre (Teatro Cervantes de Buenos Aires, Musée d’Art et d’histoire du judaïsme de Paris, Festival Musica para vivir d’Andorre, Espace 1789, l’Alliance Française de Buenos Aires, etc.).
En 2014, Gabriel Sivak, a fait les arrangements et la production artistique de l’album Alvorada, d’Ophélie Gaillard (Aparté), cet album compte avec la participation du célèbre chanteur Brésilien Toquinho et remporte un grand succès publique.
En 2022-2023, il intègre la 93e promotion artistique de la Casa de Velázquez et séjourne un an à Madrid. 

En parallèle à son activité de compositeur Gabriel Sivak s’est produit comme pianiste avec des artistes tels que Toquinho, Maria Creuza, Ophélie Gaillard, Emmanuel Rossfelder, Rudi Flores, Gustavo Gancedo, Cesar Stroscio, Juanjo Mosalini, Mamour Ba, Elba Pico et dans plus de quinze pays : Teatro Gran Rex de Buenos Aires, Festival d’Ile-de-France, Festival Mythos, Teatro Amadeo Roldàn de Cuba, Festival de Biarritz, Espace Senghor, Théâtre municipale de Tunisie, Universidad de Barcelona, Théâtre Cosmopolite de Oslo, O Hote Club de Lisbonne, etc.

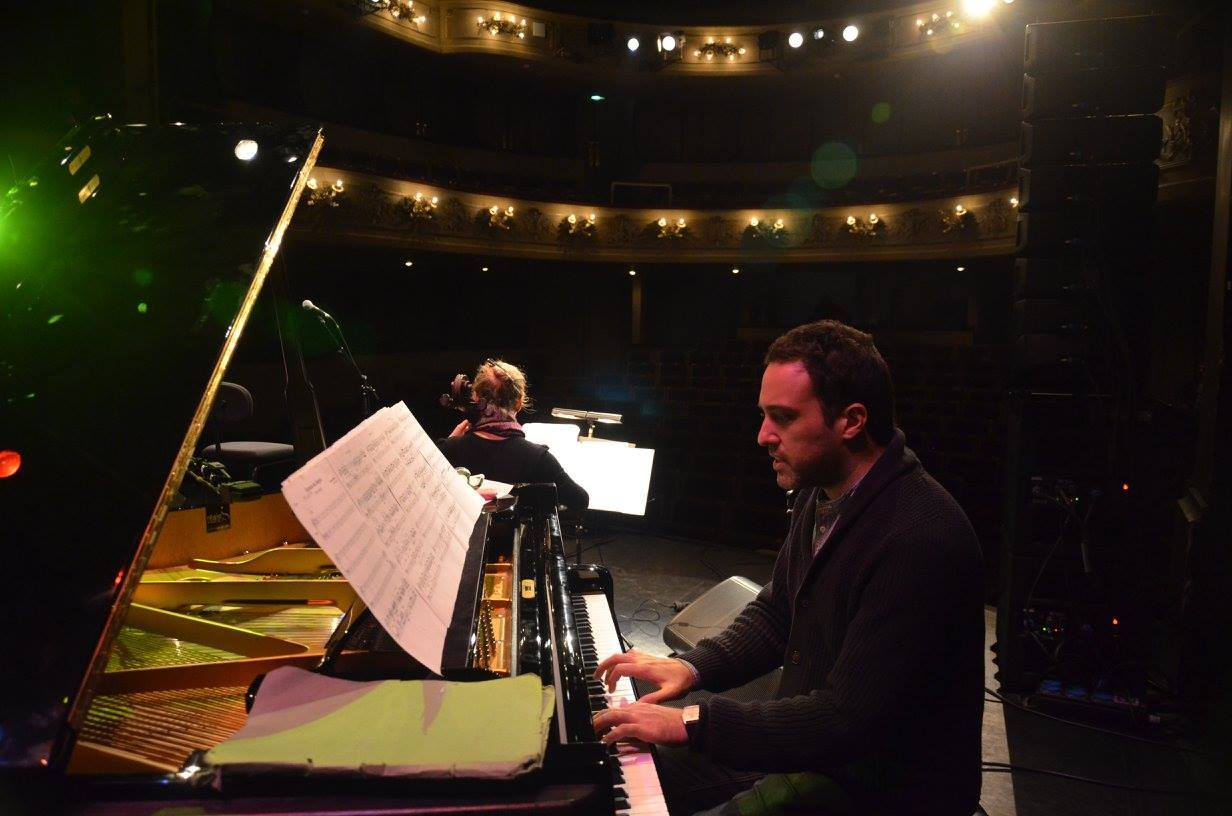

## Commandes
Radio France (émission Alla Breve), la Maîtrise de Radio France, l’Orchestre de Picardie, l'Orchestre National des Pays de la Loire, l’Ensemble Ars Nova, Les Percussions de Strasbourg, Patrick Langot, Ophélie Gaillard, Le Jeune Chœur de Paris, l’Institut Français d’Art Choral et les Petites Mains Symphoniques ont fait appel à lui pour des commandes.

Ses pièces sont éditées chez  Billaudot (collection de Gauthier Capuçon), Ricordi et Golden River Music.

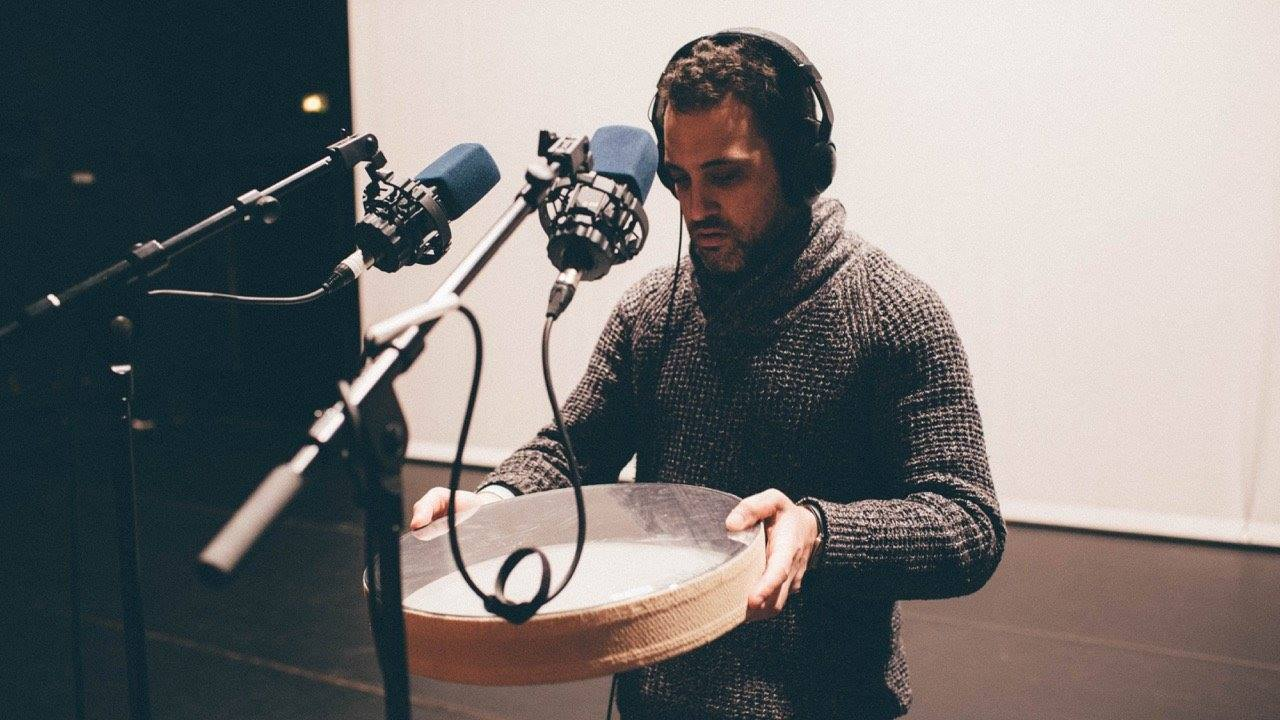

## Récompenses
Il a reçu plusieurs prix et distinctions pour sa musique :
- Prix d’encouragement aux jeunes compositeurs de l’Institut de France/Académie des Beaux-Arts
- Prix Juan Carlos Paz (Argentine)
- Concours international de Turin (Italie)
- Fondo National de las Artes (Argentine)
- Prix Tribune nationale de compositeurs (Argentine)
- Concours international Innova Musica (Espagne)
- En 2015 il a été nommé pour le Grand Prix des Lycéens[12],[13],[14] pour son album Ciudades Limítrofes [15](France)
- 1re prix au Concours de Composition Three Centuries of Classic Romance de Saint Petersbourg (Russie).

## Discographie
Gabriel Sivak a publié plusieurs disques, dont deux pour le label Klarthe :
- Tango Nuevo (Actual Records, 2003, Barcelone)
- Puente al sur(Dobimar Maritima, 2005, Buenos Aires)
- Un eco de palabras (Mogno Music, 2008, Belgique)[16] — Enregistrement subventionné par le concours « Paris Jeunes Talents » de la Mairie de Paris et couronné par le prix du Fondo Nacional de las Artes, Argentine en 2009.
- Ciudades Limitrofes (Radio France/Plombage Records, 2013, Suisse)
- Musique pour réveiller un éléphant (M’com Musique 2015, France)[17] vinyle avec des pièces écrites pour l’orchestre d’enfants Petites Mains Symphoniques.
- Tres instantes oniricos, pour soprano, violoncelle et piano – Maya Villanueva, soprano ; Patrick Langot, violoncelle ; Romain David, piano (2016, Klarthe K016) (BNF 46693785) — avec des œuvres d'Alberto Ginastera pour voix ou violoncelle et piano.
- La Patience : forme de la voix, pièces chorales et pour voix, sur des poèmes de R. Char, Rimbaud, O. Wilde, Juan L. Ortiz, Gilles de Obaldia et Ganji – Chœur d'enfants de Bourg-la-reine ; Quatuor à vent du CCR de Paris, dir. Emmanuèle Dubost ;  Patrick Langot, violoncelle ; Romain David, piano ; Pierre-Antoine Chaumien, ténor ; Maya Villanueva, soprano ; Orchestre de Picardie, dir. Arie Van Beek (2016-18, Klarthe K061) (OCLC 1099536290)

En tant qu’interprète
- Toquinho, Conto da sereia – Ophélie Gaillard, violoncelle ; Gabriel Sivak, piano (septembre 2016, Aparté AP182) (BNF 46525616)